# Chasing Destiny (película)
Chasing Destiny es una película estadounidense de comedia, musical y romance de 2001, dirigida por Tim Boxell, escrita por Guy Thomas, musicalizada por Michael Whalen, en la fotografía estuvo Mark Vicente y los protagonistas son Casper Van Dien, Lauren Graham y Christopher Lloyd, entre otros. El filme fue realizado por 7.23 Productions, Flashpoint (I) y Pretty Brunette Films, se estrenó el 14 de febrero de 2001.

## Sinopsis
Un agente de recuperación está enamorado de la hija de un famoso roquero, el cual está en los primeros lugares en su registro de cuentas prioritarias.